# Вашарошнамень
Вашарошнамень (венг. Vásárosnamény) — город в медье Сабольч-Сатмар-Берег в Венгрии.

## География
Город лежит на востоке медье и расположен на левом берегу реки Красна, вблизи её впадения в Тису. Ближайшие населённые пункты — Матесалька в 20 км, Бакталорантхаза в 24,5 км, Вая в 18 км, Ньирбатор в 38 км, Rohod в 18 км, Aranyosapáti в 11 км, Beregsurány в 22,5 км, Tiszaszalka в 11 км, а также Кишваршань, Ильк, Каройитанья, Витка, Гергейиугорнья. Со всеми населёнными пунктами город соединён автомобильными дорогами, с Кишваршанем и Виткой — железной дорогой.

## Население
| Год  | Численность | Численность |
| ---- | ----------- | ----------- |
| 2013 | 8831        | [ 2 ]       |
| 2014 | 8673        | [ 3 ]       |
| 2018 | 8618        | [ 4 ]       |
| 2021 | 8153        | [ 5 ]       |
| 2022 | 7922        | [ 6 ]       |
| 2023 | 7976        | [ 7 ]       |
| 2024 | 7895        | [ 1 ]       |

В 2010 году население составило 8813 человек.
В 2001 году в городе проживало 96 % венгров и 4 % цыган.